# Università Vanderbilt
L'Università Vanderbilt (Vanderbilt University) è un'università di Nashville, in Tennessee. È stata fondata nel 1873 da Cornelius Vanderbilt con una donazione di un milione di dollari. Ospita circa 12 000 studenti.

## Facoltà e college
| Struttura accademica                                                                | Decano               |
| ----------------------------------------------------------------------------------- | -------------------- |
| College of Arts and Science                                                         | Richard McCarty      |
| Blair School of Music                                                               | Mark Wait            |
| School of Engineering Archiviato il 12 febbraio 2005 in Internet Archive.           | Kenneth F. Galloway  |
| Peabody College of Education and Human Development                                  | Camilla Benbow       |
| Graduate School                                                                     | Dennis Hall          |
| Divinity School Archiviato il 18 agosto 2006 in Internet Archive.                   | James Hudnut-Beumler |
| Law School                                                                          | Edward L. Rubin      |
| School of Medicine Archiviato il 28 febbraio 2009 in Internet Archive.              | Steven G. Gabbe      |
| School of Nursing Archiviato il 7 settembre 2008 in Internet Archive.               | Colleen Conway-Welch |
| Owen Graduate School of Management Archiviato l'8 ottobre 2009 in Internet Archive. | Jim Bradford         |

## Pubblicazione online
- The Vanderbilt Register Vanderbilt Administration Newspaper
- The Vanderbilt Hustler Student Newspaper
- Exploration: Vanderbilt's online research magazine, su exploration.vanderbilt.edu. URL consultato il 6 agosto 2019 (archiviato dall'url originale il 30 agosto 2017).
- Vanderbilt Undergraduate Research Journal
- The Slant Humor & Satire
- Versus Student General Interest Magazine
- The Vanderbilt Review Student Literary and Arts Journal